# Branwen Corona
Branwen Corona est une corona, formation géologique en forme de couronne, située sur la planète Vénus par 27° N et 35° E. Elle est localisée dans le quadrangle de Bell Regio. Elle a été nommée en référence à Branwen, déesse britannique de l'amour. 

## Géographie et géologie
Branwen Corona couvre une surface circulaire d'environ 320 km de diamètre. 